# Alcea baldshuanica
Alcea baldshuanica là một loài thực vật có hoa trong họ Cẩm quỳ. Loài này được (Bornm.) Iljin mô tả khoa học đầu tiên năm 1949.